# Folketingets Retsudvalg
Folketingets Retsudvalg er et af udvalgene under Folketinget. 
Dets sagsområder er "rets- og politivæsen, herunder retsplejeloven, retsafgifter, straffelovgivning, almindelig formueret, herunder tinglysning, familieret, færdselslovgivning, dyreværn m.v.".
Desuden afgiver de indstilling om valg af Folketingets Ombudsmand.
Pr.  12. november 2019 er Preben Bang Henriksen fra Venstre og Kristian Hegaard fra Radikale Venstre hhv. formand og næstformand for Retsudvalget.